# Fisktjärnen (Frostvikens socken, Jämtland, 716336-140395)
Fisktjärnen är en sjö i Strömsunds kommun i Jämtland och ingår i Ångermanälvens huvudavrinningsområde. Sjön har en area på 0,0703 kvadratkilometer och ligger 574,1 meter över havet. Sjön avvattnas av vattendraget Fisktjärnbäcken.

## Delavrinningsområde
Fisktjärnen ingår i det delavrinningsområde (716378-140490) som SMHI kallar för Mynnar i Björkvattsån. Medelhöjden är 554 meter över havet och ytan är 9,52 kvadratkilometer. Det finns inga avrinningsområden uppströms utan avrinningsområdet är högsta punkten. Fisktjärnbäcken som avvattnar avrinningsområdet har biflödesordning 4, vilket innebär att vattnet flödar genom totalt 4 vattendrag innan det når havet efter 330 kilometer. Avrinningsområdet består mestadels av skog (78 procent) och sankmarker (17 procent). Avrinningsområdet har 0,07 kvadratkilometer vattenytor vilket ger det en sjöprocent på 0,8 procent.